# Synchromizm

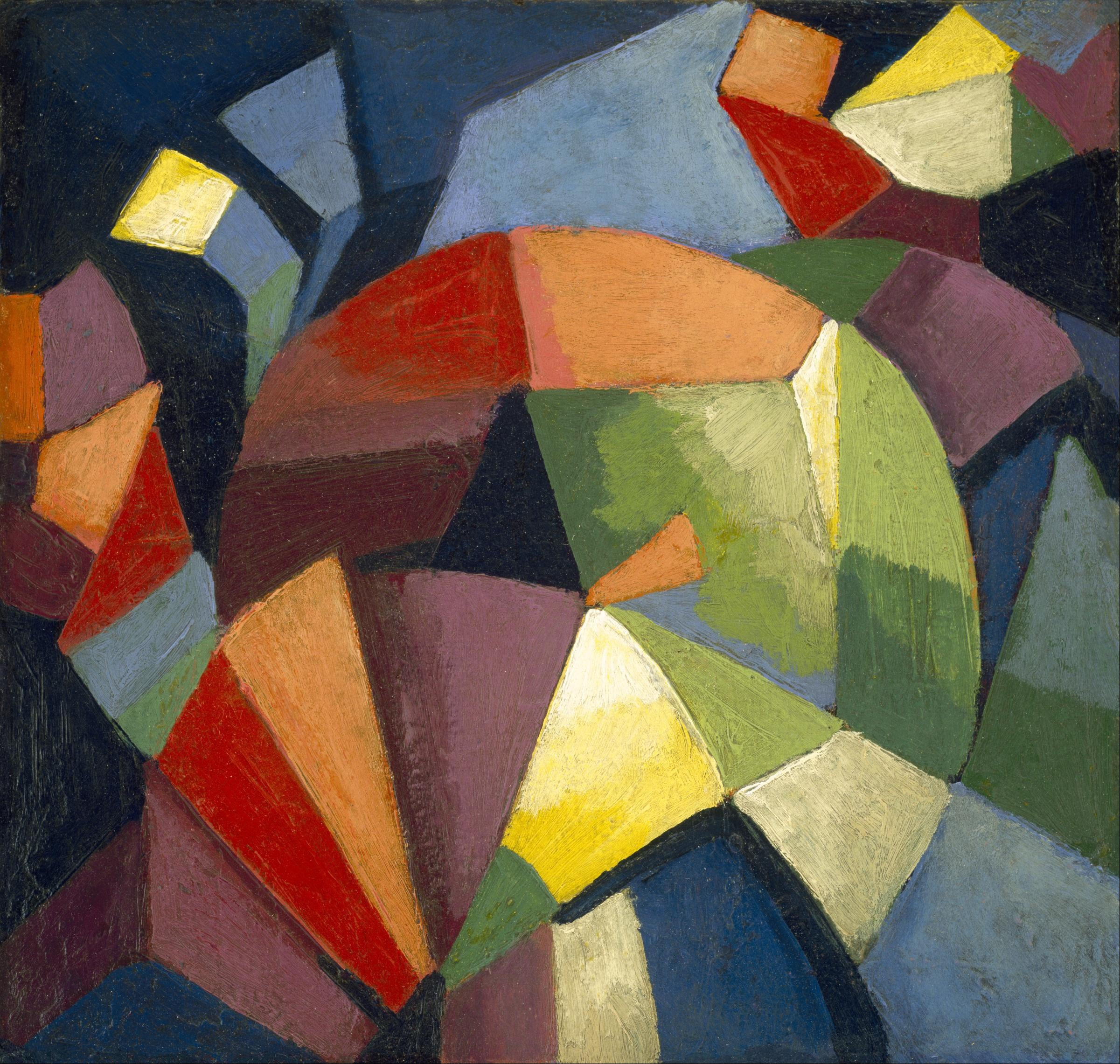
Morgan Russell, Synchromia, 1914, Museum of Fine Arts, Houston

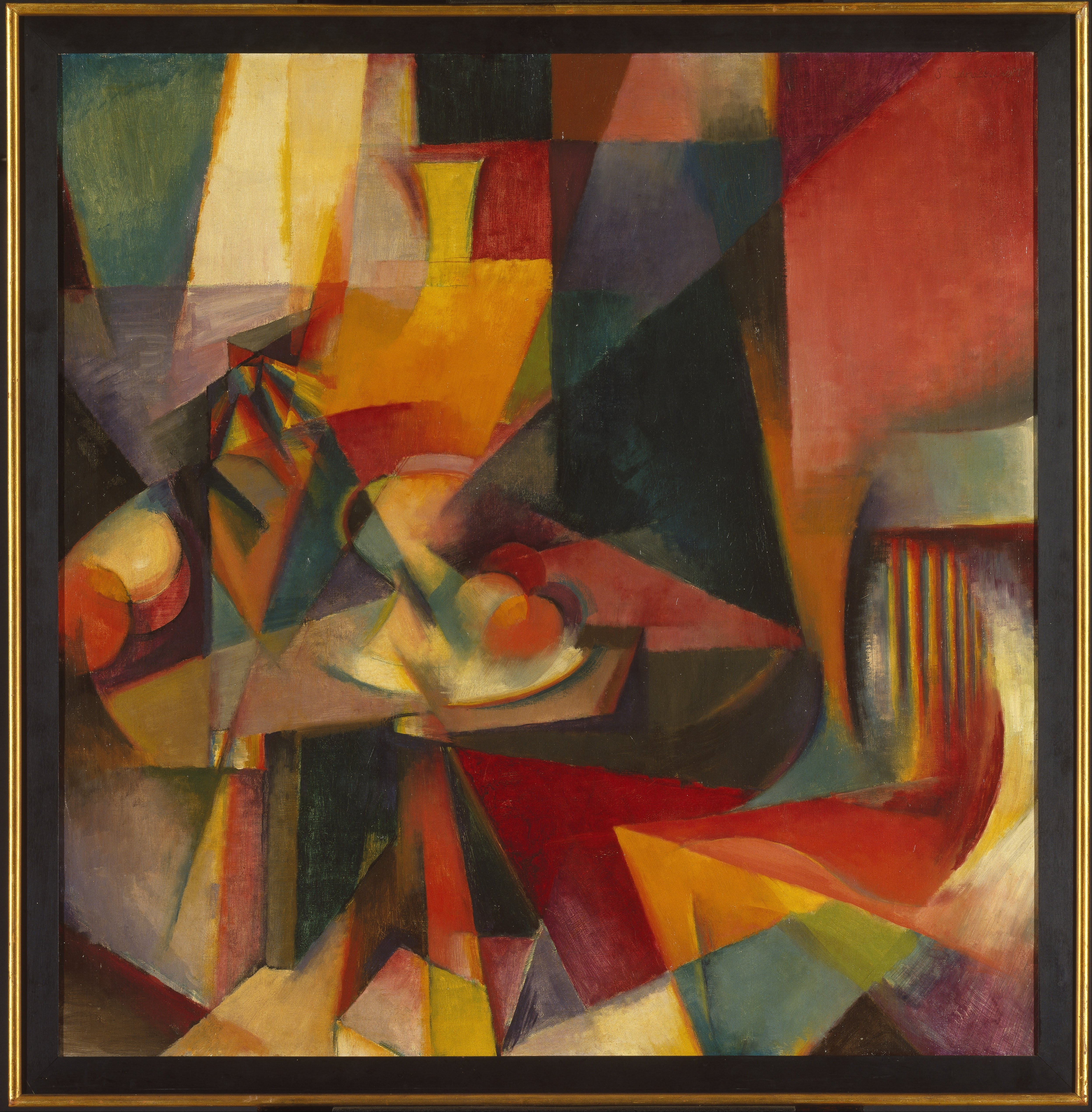
Stanton Macdonald-Wright, Synchromia nr 3, 1917, Brooklyn Museum

Synchromizm (gr. σύν: razem, z i χρωμος: kolor) – termin określający styl malarski, zapoczątkowany w Paryżu w 1913 roku przez dwóch amerykańskich malarzy, Morgana Russella i Stantona Macdonalda-Wrighta. Podobny do francuskiego orfizmu, był formą sztuki abstrakcyjnej, w której główną rolę odgrywał kolor będąc źródłem formy i ekspresji.
Obrazy synchromistyczne to na ogół obrazy abstrakcyjne, zbudowane z prostych form geometrycznych, trójkątów, kół lub części kół oddanych w jasnych kolorach, tworzących poczucie tętniącej życiem ruchliwości.

## Znaczenie terminu
Synchromizm pochodzi od terminu synchromia (synchromy), stosowanego przez obu artystów dla określenia ich obrazów; stworzyli je oni przez analogię do symfonii, co miało wyrazić pogląd, że muzyka i kolor są zjawiskami równoległymi.

## Historia
Wystawy prac namalowanych w tym stylu odbyły się w 1913 roku w Paryżu i Monachium, a także w Nowym Jorku, w ramach Międzynarodowej Wystawie Sztuki Nowoczesnej (znanej jako Armory Show). Synchromizm stał się pierwszym stylem abstrakcyjnym w sztuce amerykańskiej, a Russell i MacDonald-Wright pierwszymi abstrakcjonistami wystawiającymi w Paryżu; w przeciwieństwie jednak do działających tam wówczas (Wassily Kandinsky'ego, Henriego Matisse'a, Roberta Delaunaya i jego żony Soni oraz Františka Kupki nie zdobyli rozgłosu, a ich barwne, przyciągające uwagę obrazy były ignorowane lub wyśmiewane. Synchromizm jako styl w sztuce amerykańskiej został przyjęty przez kilku malarzy: Andrew Dasburga, Patricka Henry'ego Bruce'a oraz Thomasa Harta Bentona. Wielu synchromistów wzięło udział w nowojorskiej wystawie Forum Exhibition of Modern American Painters, zorganizowanej z 1916 roku przez brata Stantona Macdonalda-Wrighta, Willarda Huntingtona Wrighta. Pod koniec I wojny światowej synchromizm niemal całkowicie zanikł, a wielu z jego przedstawicieli powróciło do malarstwa figuratywnego. Rozczarowanie Europą z powodu wojny doprowadziło do odrzucenia europejskiego modernizmu i odnowienia zainteresowania tematyką, która wydawała bardziej „amerykańska”, jak american scene painting i social realism. Tym niemniej Stanton Macdonald-Wright po śmierci Russella w 1953 roku powrócił do malarstwa synchromistycznego.

## Źródła i charakterystyka
Russell i MacDonald-Wright rozpoczynali jako malarze figuratywni. Podczas pobytu w Paryżu zwrócili uwagę na abstrakcję. Pod wpływem awangardowych artystów (Matisse, Kupka, Delaunay i Kandinsky) zaczęli studiować właściwości i efekty koloru. Podjęli próbę rozwinięcia strukturalnych zasad kubizmu i teorii kolorystycznych, obecnych w neoimpresjonizmie, powstałych z kolei na gruncie prac Chevreula, Helmholtza i Rooda poświęconych zagadnieniom koloru. Obaj studiowali pod kierunkiem Ernesta Percyvala Tudora-Harta, kanadyjskiego malarza, którego teoria koloru była ściśle związana z harmoniami muzycznymi. Ich doświadczenia z barwnymi abstrakcjami były zbieżne z doświadczeniami orfistów. To rzeczywiste podobieństwo spowodowało, że w 1913 roku synchromiści wydali manifest (jako jedna z niewielu grup amerykańskich artystów, która to uczyniła) głosząc swoją oryginalność i stwierdzając, że postrzeganie ich jako orfistów przypomina „branie tygrysa za zebrę pod  pretekstem, że oba mają pasiastą skórę”. Oba te ugrupowania starały się sformułować taki system, w którym sens lub znaczenie nie miały polegać na podobieństwie do obiektów ze świata zewnętrznego, ale być efektem koloru i formy na płótnie. Russell, który był także muzykiem, dążył do sformułowania teorii koloru w malarstwie, w której relacje między kolorami a formami tworzyłyby rytmy i relacje muzyczne. To pragnienie, aby stworzyć dźwięk za pomocą koloru i kształtu miało związek z francuskim symbolizmem oraz ze sztuką Kupki i Kandinsky'ego. Przykładem odniesień muzycznych oraz innych cech stylu synchromistycznego jest obraz Russella Synchromia w oranżu: do stworzenia (1913–1914, Albright-Knox Art Gallery), w którym chromatyczne kombinacje i kubistyczne struktury przeplatają się z płynnymi rytmami i łukami tworząc wrażenie ruchu i dynamiki. 

## Zbiory
Prace synchromistów znajdują się w zbiorach czołowych amerykańskich muzeów, w tym: Whitney Museum of American Art, Albright-Knox Art Gallery, Munson-Williams-Proctor Arts Institute, Montclair Art Museum i Weisman Art Museum.